# Pasadena Hills
Pasadena Hills ist eine Stadt mit dem Status „City“ im St. Louis County im US-Bundesstaat Missouri. Das U.S. Census Bureau hat bei der Volkszählung 2020 eine Einwohnerzahl von 912 ermittelt.

## Geographie
Die Koordinaten von Pasadena Hills liegen bei 38°42'27" nördlicher Breite und 90°17'32" westlicher Länge.
Nach Angaben der United States Census 2010 erstreckt sich das Stadtgebiet von Pasadena Hills über eine Fläche von 0,57 Quadratkilometer (0,22 sq mi). Pasadena Hills grenzt im Westen an Pasadena Park, im Norden an Norwood Court, im Süden an Beverly Hills und im Osten an Northwoods.

## Bevölkerung
Nach der United States Census 2010 lebten in Pasadena Hills 930 Menschen verteilt auf 433 Haushalte und 273 Familien. Die Bevölkerungsdichte betrug 1631,6 Einwohner pro Quadratkilometer (4227,3/sq mi).
Die Bevölkerung setzte sich 2010 aus 28,1 % Weißen, 68,3 % Afroamerikanern, 0,4 % amerikanischen Ureinwohnern, 1,0 % Asiaten, 0,4 % aus anderen ethnischen Gruppen und 1,8 % mit zwei oder mehr Ethnien zusammen. Bei 1,2 % der Bevölkerung handelte es sich um Hispanics oder Latinos. Von den 433 Haushalten lebten in 21,7 % Kinder unter 18 und in 10,9 % der Haushalten lebten Personen über 65.
Von den 930 Einwohnern waren 16,3 % unter 18 Jahre, 4,6 % zwischen 18 und 24 Jahren, 19,9 % zwischen 25 und 44 Jahren, 40,3 % zwischen 45 und 64 Jahren und in 18,8 % der Menschen waren 65 Jahre oder älter waren. Das Durchschnittsalter betrug 50,4 Jahre und 46,3 % der Einwohner waren männlich.

## Belege
1. ↑  Explore Census Data Total Population in Pasadena Hills city, Missouri. Abgerufen am 2. Februar 2023.
2. ↑   United States Census
3. ↑   American Fact Finder